# Juan Soto (Schiedsrichter)
Juan Ernesto Soto Arevalo (* 14. Oktober 1977 in Caracas) ist ein venezolanischer Fußballschiedsrichter. Er steht als dieser seit 2005 sowie als Video-Assistent seit 2022 auf der Liste der FIFA-Schiedsrichter.

## Karriere
Als Schiedsrichter leitete er nebst vielen Partien auf nationaler Ebene unter anderem international nebst Partien auf Klub-Ebene, auch Spiele von Nationalmannschaften. Hierbei war er unter anderem bei Olympia 2012 vertreten. Zur Weltmeisterschaft 2022 wurde er ins Aufgebot der Video-Assistenten berufen.